# Miss Mongolie
Miss Mongolie désigne les concours de beauté féminine réservés aux jeunes femmes de nationalité mongole.

## Les Miss Mongolie pour Miss Monde

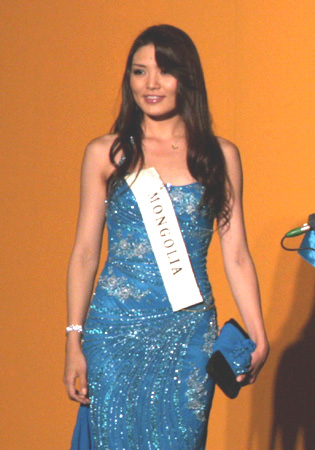
Miss Mongolie 2008 Anun Chinbat à Miss Monde 2008.

| Année | Nom                     | Classement |
| ----- | ----------------------- | ---------- |
| 2005  | Khongorzul Ganbat       |            |
| 2006  | Selenge Erdene-Ochir    |            |
| 2007  | Oyungerel Gankhuyag     |            |
| 2008  | Anun Chinbat            |            |
| 2009  | Battsetseg Batbaatar    |            |
| 2010  | Sarnai Amar             | Top 25     |
| 2011  | Buyankhishig Unurbayar  |            |
| 2012  | Bayarmaa Huselbaatar    |            |
| 2013  | Pagmadulam Sukhbaatar   |            |
| 2014  | Battsetseg Turbat       |            |
| 2015  | Anu Namshir             |            |
| 2016  | Bayartsetseg Altangerel | Top 11     |
| 2017  | Enkhjin Tseveendash     | Top 15     |
| 2018  | Erdenebaatar Enkhriimaa |            |
| 2019  | Tsevelmaa Mandakh       | Top 40     |
| 2021  | Burte-Ujin Anu          | Top 40     |
| 2023  | Bolor Bat-Erdene        |            |